# علی لبیب
علی لبیب (زادهٔ ۳۰ شهریور ۱۳۸۱) دوچرخه‌سوار اهل ایران است. همچنین لبیب به عنوان تنها رکابزن ایران برای مسابقه در بازی‌های المپیک تابستانی ۲۰۲۴ پاریس انتخاب شد.و موفق شد رتبهٔ ۷۶ ام را بدست اورد 

## بازی‌های آسیایی
علی لبیب عضو تیم ملی دوچرخه‌سواری ایران در بخش جاده‌ای در بازیهای آسیایی در سال ۲۰۲۲ در هانگژو، چین موفق شد به مقام چهارم مسابقات دست یابد.

## موفقیت‌ها
- مدال برنز تیم رلی قهرمانی آسیا لبنان ۲۰۱۹
- مدال برنز دور امتیازی کاپ آسیایی هند ۲۰۱۹
- قهرمانی کشور کوهستان سال ۲۰۱۹ ایران جوانان
- نایب قهرمان کشور بزرگسالان ۲۰۲۲
- پیراهن سفید تور ایران آذربایجان ۲۰۲۱
- سومی مرحله ۵ ام تور آذربایجان ۲۰۲۲
- دومی مرحله دوم تور ایران آذربایجان
- سومی مرحله اول تور جمهوریت ترکیه ۲۰۲۳
- مقام پنجم کل تور جمهوریت ترکیه
- اعزام به بازی‌های آسیایی ۲۰۲۲ هانگژو چین

## المپیک
لبیب همچنین یکی از اعضای کاروان ایران در بازی‌های المپیک تابستانی ۲۰۲۴ پاریس بود. او در بخش رقابت جاده انفرادی مردان، توانست از خط پایان عبور کند و از میان ۹۰ شرکت‌کننده، به مقام ۷۶ برسد.